# Bernadette Madeuf
Bernadette Madeuf, née le 11 avril 1948, est une économiste et professeur des universités française, qui a été présidente de l'université Paris-Nanterre du 20 mai 2008 au 2 avril 2012. 

## Formation
Bernadette Madeuf suit une scolarité au Lycée Fénelon à Lille entre 1957 et 1964. Elle obtient en 1968 une maîtrise de sciences économiques de l'Université de Lille, et un DES dans la même discipline l'année suivante. Elle complète sa formation en obtenant, en 1970, une licence de sociologie de la même université. 
En 1977, l'Université Paris-Nanterre lui décerne un doctorat d'Etat ès-sciences économiques, mention Très honorable. En 1985, elle est reçue au concours d'agrégation des professeurs d'université en économie. 

## Carrière
Entre 1968 et 1971, Bernadette Madeuf est chercheuse au CNRS à l'Université de Lille. À partir de 1971, et jusqu'à 1978, elle est assistante à l'Université Paris-Nanterre.  
Après avoir obtenu son doctorat, elle est nommée maître de conférences à Nanterre. Après son obtention de l'agrégation des universités, elle devient professeur des universités. 
Elle est alors nommée professeur à l'Université de Limoges de 1986 à 1989, date à laquelle elle devient professeur à Paris-Nanterre. 
Entre 1990 et 1991, elle prend un congé sabbatique et devient consultante auprès de la Conférence des Nations unies sur le commerce et le développement. 
En 1993, elle est nommée à la première classe des Professeurs d’Université, puis en 2010, à la classe exceptionnelle. 
Entre 2006 et 2008, elle dirige l'UFR SEGMI (Sciences économiques, gestion, mathématiques et informatique) de Paris-Nanterre. Elle a également été responsable de la spécialité de master 2 TRG (Technologie, réseaux et globalisation) mention « économie, institutions, organisations » et directrice de l'équipe de formation du master mention  « économie, institutions, organisations ». Elle a été membre d'EconomiX (UMR CNRS). 
En 2008, elle est élue Présidente de l’Université Paris-Nanterre, poste qu'elle conserve jusqu'à avril 2012.

## Prise de positions
Partisan d'une université d'excellence mais non élitiste le 13 octobre 2008, Bernadette Madeuf s'est rendue célèbre en écrivant à la ministre de l'Enseignement supérieur Valérie Pécresse, le 6 février 2009, une lettre l'alertant sur l'état d'une partie de l'opinion vis-à-vis du projet de réforme des universités. Elle a signé le 13 mai 2009 une nouvelle tribune s'opposant aux réformes dirigées par Valérie Pécresse. 

## Œuvres
- Les pôles de compétitivité, territoires d'innovation, Éditions Hermes, 2008 (avec la coll. de Denis Carré et de Gilliane Lefebvre)
- « TIC et économie de la proximité : organisation et localisation de la R&D au sein des entreprises globales », in Innovations : cahiers d'économie de l'innovation, 2005